# Happy Nation (singolo)
Happy Nation è un singolo degli Ace of Base, pubblicato il 7 dicembre 1992 in Danimarca e l'anno seguente in vari altri paesi. La canzone dà anche il titolo all'album.
Il singolo raggiunse il 1º posto in Francia, Danimarca e Finlandia, ottenendo il disco d'oro in Germania e Francia. Il brano inizia con una parte in latino, per poi proseguire con l'inglese moderno.

## Classifiche

### Classifiche settimanali
| Classifica (1993/94) | Posizione massima |
| -------------------- | ----------------- |
| Austria              | 6                 |
| Belgio (Fiandre)     | 8                 |
| Danimarca            | 1                 |
| Europa               | 19                |
| Finlandia            | 1                 |
| Francia              | 1                 |
| Germania             | 7                 |
| Italia               | 23                |
| Norvegia             | 6                 |
| Nuova Zelanda        | 22                |
| Paesi Bassi          | 6                 |
| Regno Unito          | 40                |
| Svezia               | 4                 |
| Svizzera             | 23                |

### Classifiche di fine anno
| Classifica (1993) | Posizione |
| ----------------- | --------- |
| Germania          | 42        |
| Classifica (1994) | Posizione |
| Francia           | 16        |